# أندريه مايوفسكي
أندريه مايوفسكي (بالبولندية: Andrzej Majewski) (و. 1966  م) هو مصور، وكاتب بولندي، ولد في فروتسواف.

## التعليم
تعلم في جامعة فروتسواف
.